# Minucia inoperta
Minucia inoperta är en fjärilsart som beskrevs av Loritz 1947. Minucia inoperta ingår i släktet Minucia och familjen nattflyn. Inga underarter finns listade i Catalogue of Life.